# Playbill
《Playbill》是美国的一份戏剧主题月刊，1884年在纽约市创刊。

## 历史
该杂志始于1884年弗兰克·万斯·施特劳斯（Frank Vance Strauss）创立的纽约剧院节目公司（New York Theatre Program Corporation），专门印刷戏剧节目单。根据施特劳斯的构想，节目单被精心设计成杂志发行，很受观众欢迎。“Playbill”这个名字本身是1934年左右才出现的，早期刊发的杂志没有标题。
1918年，弗兰克·万斯·施特劳斯将公司卖给了他的侄子理查德·M·胡贝尔（Richard M. Huber）。1918年起，该公司开始为整个百老汇印刷节目单。1934至1935年，杂志开始使用“The Playbill”标题，1957年改用“Playbill”。
杂志于1994年1月推出网站。2016年1月4日推出了其第一个应用程序Playbill Passport。